# Picture Book
| Recensione | Giudizio |
| ---------- | -------- |
| AllMusic   |          |

Picture Book è il primo album in studio del gruppo musicale britannico Simply Red, pubblicato l'11 ottobre 1985.

## Descrizione
Anticipato di alcuni mesi dal singolo Money's Too Tight (to Mention), l'album di debutto dei Simply Red si caratterizza per le trascinanti melodie pop-funk tinte di soul bianco, senza lesinare echi alle sonorità new romantic in voga all'epoca.
In contrasto con le atmosfere pop, i brani affrontano tematiche legate alla povertà e all'emarginazione sociale causate soprattutto dal Governo Thatcher, e sottolineate anche dal look adottato dalla band nei videoclip e nella copertina, che vede il leader Mick Hucknall agghindato come un novello Oliver Twist. A proposito dei temi importanti toccati dal disco, Mick Hucknall in seguito ha dichiarato: "Ci sono cose che ognuno vive sulla propria pelle ogni giorno e sulle quali non bisognerebbe mai tacere".
Il singolo Holding Back the Years, pubblicato quasi un anno dopo Money's Too Tight, regalerà alla band il successo mondiale e vendite milionarie di tutto l'album, che sino a quel momento aveva goduto solo di un discreto riscontro di vendite anche se supportato da ottimi giudizi di critica.

## Accoglienza

### Critica
Picture Book, pur essendo un album di debutto, fu notevolmente acclamato dalla critica.

Nel 1996 Nick Duerden, scrivendo per Q, giudicò così il disco:
"Il debutto più riuscito dell'anno... Con la voce più prodigiosa da questa parte della Motown e un cuore socialista ardente, qui infonde ogni cosa con una passione che raramente ha eguagliato da allora."
Nel suo famoso libro 1001 Albums You Must Hear Before You Die, Andy Robbins attribuisce il successo commerciale del disco sia negli Stati Uniti che nel Regno Unito a Holding Back the Years, che secondo lui è la migliore performance vocale dell'intera carriera di Mick Hucknall.

## Successo commerciale
Appena pochi giorni dalla sua pubblicazione, Picture Book ottenne una fama globale, tanto da divenire uno dei dischi di maggiore successo del 1986 ed essere certificato disco di platino in cinque Paesi. L'album raggiunse la posizione n° 16 nella classifica statunitense Billboard 200.

## Riconoscimenti
L'album portò i Simply Red a ricevere una nomination ai Grammy Awards 1987, come Miglior artista esordiente. Inoltre, Holding Back the Years fu anche nominato come miglior interpretazione vocale pop di gruppo.

## Tracce
1. Come to My Aid – 4:03 (Mick Hucknall, Fritz McIntyre)
2. Sad Old Red – 4:33 (Mick Hucknall)
3. Look at You Now – 3:02 (Mick Hucknall)
4. Heaven – 4:32 (David Byrne, Jerry Harrison)
5. Jericho – 6:03 (Mick Hucknall)
6. Money's Too Tight (to Mention) – 4:13 (John Valentine, William Valentine)
7. Holding Back the Years – 4:30 (Mick Hucknall, Neil Moss)
8. (Open Up the) Red Box – 3:56 (Mick Hucknall)
9. No Direction – 3:41 (Mick Hucknall, Dave Fryman)
10. Picture Book – 5:49 (Mick Hucknall, Fritz Mclntyre)

Tracce bonus nell'edizione speciale del 2008
1. Money’s Too Tight (to Mention) (The Cutback mix) – 8:29 (John Valentine, William Valentine)
2. Come to My Aid (Survival mix) – 6:40 (Mick Hucknall, Fritz McIntyre)
3. Holding Back the Years (extended mix) – 5:48 (Mick Hucknall)
4. Jericho (extended mix) – 6:47 (Mick Hucknall)
5. Open Up the Red Box (extended mix) – 6:24 (Mick Hucknall)

## Formazione
Simply Red
- Mick Hucknall – voce, pianoforte
- Fritz McIntyre – tastiere, cori
- Chris Joyce – batteria, percussioni
- Tony Bowers – basso
- Sylvan Richardson – chitarra
- Tim Kellett – tromba, tastiere, cori

Altri musicisti
- Ian Dickson – sassofono tenore (tracce 2, 4, 5)
- Ronnie Ross – sassofono baritono (tracce 2, 4, 5)
- Francis Foster – conga (tracce 1, 3)
- David Fryman – chitarra e cori (traccia 8)

## Classifiche

### Classifiche settimanali
| Classifica (1986) | Posizione massima |
| ----------------- | ----------------- |
| Australia         | 6                 |
| Austria           | 10                |
| Canada            | 7                 |
| Germania          | 8                 |
| Italia            | 8                 |
| Nuova Zelanda     | 9                 |
| Paesi Bassi       | 1                 |
| Regno Unito       | 2                 |
| Spagna            | 12                |
| Stati Uniti       | 16                |
| Svezia            | 26                |
| Svizzera          | 12                |

### Classifiche di fine anno
| Classifica (1986) | Posizione |
| ----------------- | --------- |
| Australia         | 16        |
| Canada            | 29        |
| Germania          | 8         |
| Italia            | 25        |
| Nuova Zelanda     | 21        |
| Paesi Bassi       | 2         |
| Regno Unito       | 20        |
| Stati Uniti       | 49        |